# NGC 679

NGC 679

إن جي سي 679 (بالألمانية: NGC 679) التي يرمز لها بالرمز NGC 679، هي مجرة، في كوكبة المرأة المسلسلة.

## الاكتشاف
اكتشفت في 15 سبتمبر 1784، بواسطة ويليام هيرشل.